# 11075 Dönhoff
11075 Dönhoff là một tiểu hành tinh vành đai chính với chu kỳ quỹ đạo là 1369.4879158 ngày (3.75 năm).
Nó được phát hiện ngày 23 tháng 9 năm 1992.